# Miss America

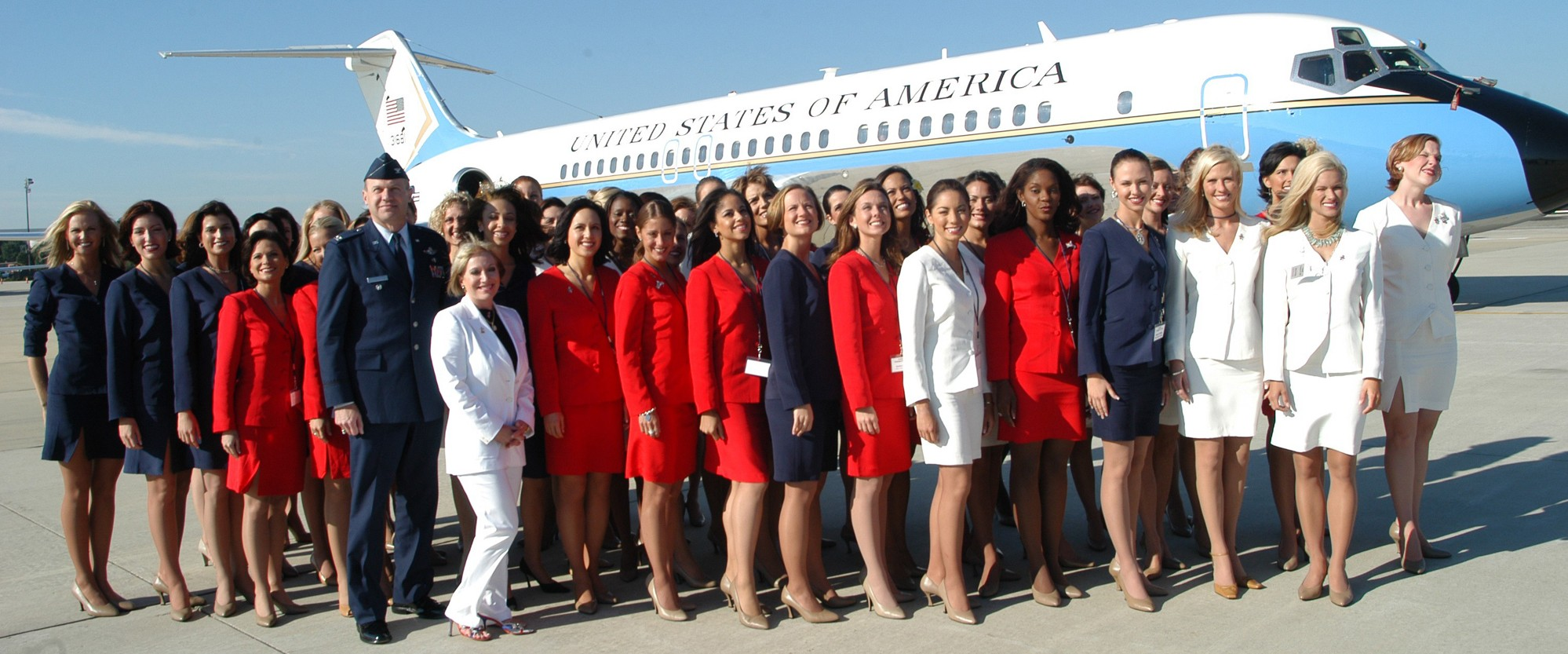
Teilnehmer beim Wettbewerb Miss America 2003 (Andrews Air Force Base)

Die Wahl zur Miss America ist ein seit 1921 jährlich ausgetragener Schönheitswettbewerb, bei dem die schönste Frau der Vereinigten Staaten gekürt werden soll. Diesen Anspruch teilt die Veranstaltung jedoch seit 1952 mit der Wahl zur Miss USA.

## Geschichte

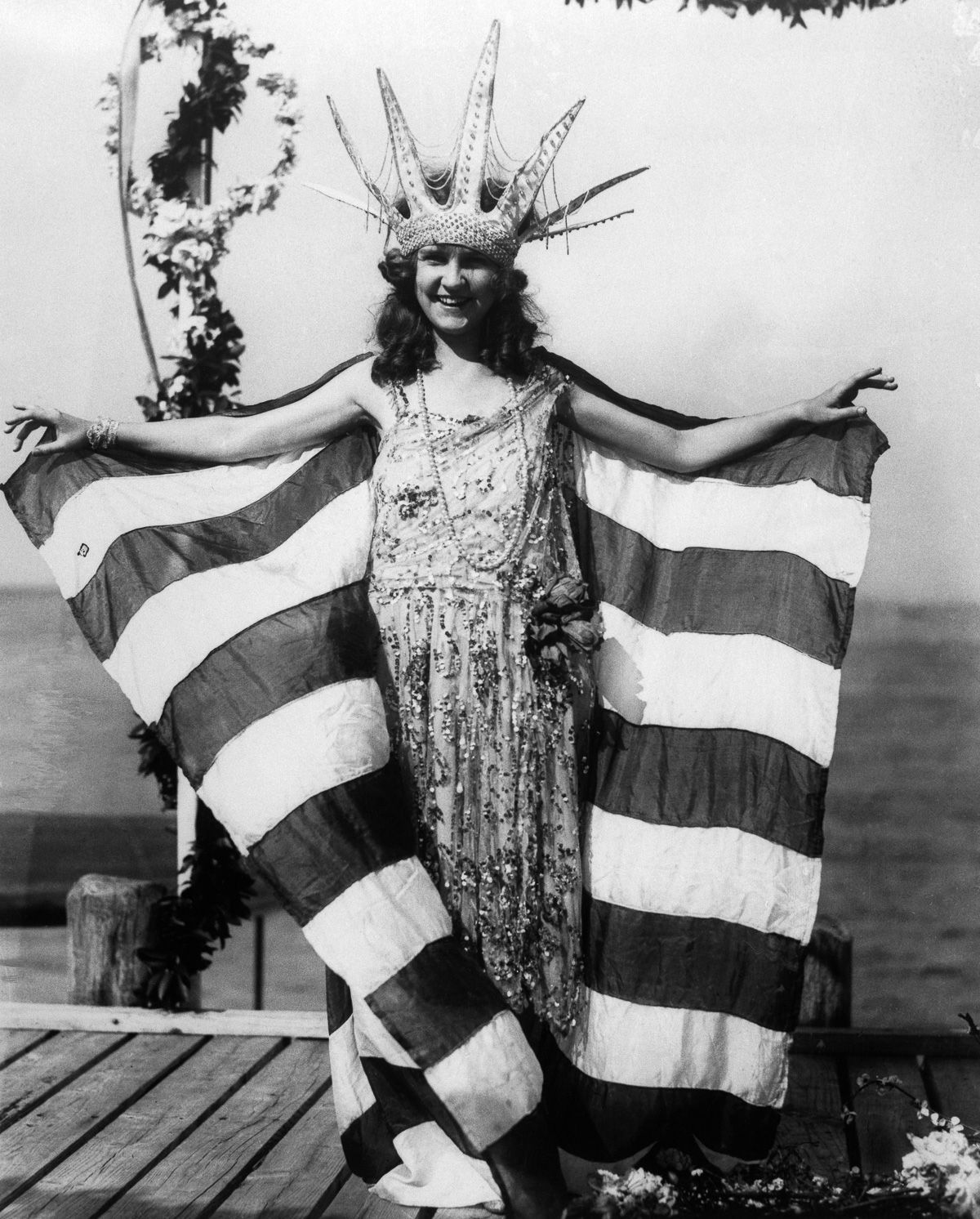
Margaret Gorman, Miss America 1921

Die Veranstaltung fand erstmals am 7. und 8. September 1921 in Atlantic City als zweitägiger Schönheitswettbewerb statt. Sie wurde aber noch unter dem Titel Atlantic City Pageant ausgetragen. Erst als die Veranstaltung im folgenden Jahr ihren Namen zu Miss America änderte, wurde auch die Vorjahressiegerin Margaret Gorman rückwirkend als Miss America tituliert. Ziel der Veranstaltung war es unter anderem auch, Touristen auch nach dem Labor Day in der Stadt zu halten.
Die eineiigen Zwillinge Jean und Jane Cunningham reisten im August 1947 nach Atlantic City in New Jersey, USA, um am Miss America Schönheitswettbewerb teilzunehmen. Die Zwillinge gewannen beide den Miss Tennessee-Wettbewerb gemeinsam. Es wurde entschieden, dass sie als Ms. Chattanooga (Jane) und Ms. Tennessee (Jean) am Miss America-Wettbewerb teilnehmen konnten. Seit Januar 2015 sind sie die einzigen Zwillingskandidaten, die beide an diesem Wettbewerb teilgenommen haben.
In den ersten Jahrzehnten der Veranstaltung war der Höhepunkt der Auftritt der Teilnehmerinnen im Badeanzug. Als die Siegerin des Jahres 1951, Yolande Betbeze, sich weigerte, derart leicht beschürzt für Fotos zu posieren, schied der Bademodenhersteller Catalina aus der Gruppe der Sponsoren aus und rief zwei eigene Wettbewerbe ins Leben, neben der Wahl zur Miss USA nämlich auch den zur Miss Universe, bei dem die schönste Frau der Welt ermittelt werden sollte.
Seit 1954 wird die Wahl zur Miss America landesweit im Fernsehen übertragen. Den Höhepunkt ihrer Popularität erreichte der Wettbewerb in den 1960er Jahren, als er jährlich zu den Sendungen mit den höchsten Einschaltquoten überhaupt zählte. Berühmt wurde Bert Parks, der von 1954 bis 1979 durch die Sendung führte und jedes Mal das Lied „There She Is“ anstimmte, als die frisch gekürte Miss America die Showtreppe herabschwebte.
Lange herrschte ein ausgesprochen konservatives Rollenmuster vor: Ziel der Titelaspirantinnen sollte es vornehmlich sein, einen Gatten zu finden und ihm eine ergebene Ehefrau zu sein. Auch waren bis in die 1970er Jahre schwarze Frauen vom Wettbewerb ausgeschlossen, was 1968 zur Gründung des Wettbewerbs Miss Black America führte. In dieser Zeit gerieten die Schönheitswettbewerbe auch in die Kritik seitens des erstarkenden Feminismus; der Miss America-Wettbewerb reagierte darauf, dass er der Persönlichkeit und dem Intellekt der Frauen mehr Bedeutung zuzumessen gelobte. 1974 sorgte die Wahl von Rebecca Ann King für Wellen in der Presse – sie hatte sich zuvor für das Recht auf Abtreibung ausgesprochen. Die Einschaltquoten sanken dennoch stetig. 1979 wurde Parks entlassen, um die Sendung zu verjüngen, doch half auch dieses Rezept nicht viel.
Ein weiterer Skandal ereignete sich 1984: Vanessa Lynn Williams war als erste Afroamerikanerin zur schönsten Frau des Landes gewählt worden, musste ihren Titel aber später an Suzette Charles abtreten, als das Erotikmagazin Penthouse eine Fotostrecke mit Nacktbildern von ihr veröffentlichte, die vor der Wahl aufgenommen worden waren.
Nachdem die Zahl der Fernsehzuschauer 2005 erstmals die Marke von zehn Millionen unterschritt, beschloss der übertragende Fernsehsender ABC, die Wahl aus dem Programm zu nehmen. Die Organisatoren verständigten sich daraufhin mit dem Sender Country Music Television, der nun die Veranstaltung überträgt. Der traditionelle Termin im September wurde dabei aufgegeben; die nächste Wahl war auf den 26. Januar 2006 angesetzt worden. Auch wurde sie nicht mehr in der traditionsreichen Boardwalk Hall in Atlantic City ausgetragen, sondern in Las Vegas.
Im Jahr 2013 fand der Wettbewerb zweimal, im Januar und dann wieder im September statt, wodurch sich die Amtszeit von Miss America 2013, Mallory Hagan, auf 8 Monate verkürzte. Auf dem Wettbewerb am 15. September 2013 wurde Nina Davuluri als erste indischstämmige Kandidatin zur Miss America 2014 gekürt, was unmittelbar danach zu z. T. rassistischen Kommentaren führte.

## Organisation, Ablauf und Preise
Dem Miss America-Wettbewerb sind viele regionale Konkurrenzen untergeordnet, in denen die Teilnehmerinnen ermittelt werden. So gibt es Wettbewerbe für Städte (also etwa die Miss Birmingham, Alabama). Die Siegerinnen treten dann in den Wettbewerb ein, in denen die Schönste im jeweiligen Bundesland (also etwa die Miss Alabama) gekürt wird. Die fünfzig Siegerinnen der Bundesstaaten sowie die Miss Washington, D.C. und seit 2004 auch die Miss Virgin Islands sind für die Miss America-Wahl qualifiziert.
Die Wahl umfasst auf regionaler, bundesstaatlicher und nationaler Ebene immer dieselben vier Einzeldisziplinen:
1. im Interview müssen sich die Damen in der Kunst der Unterhaltung beweisen und Fragen der „Richter“ möglichst eloquent und charmant beantworten, und so bei aller gebotenen Bescheidenheit ihr Selbstbewusstsein hervorkehren. Dieser Teil der Wahl findet nur selten vor Publikum statt und wird auch nur selten im Fernsehen übertragen.
2. im Talentwettbewerb dürfen die Konkurrentinnen ihre Künste in einer Disziplin ihrer Wahl unter Beweis stellen. Üblicherweise ist dies Singen, Tanzen oder Musizieren, aber auch andere Fertigkeiten wie Jonglieren dürfen vorgeführt werden.
3. im Badeanzugwettbewerb stellen sie die gute Figur zur Schau, die sie in einem Badeanzug machen. Die Haltung und die Wohlgeformtheit der Körperrundungen geben den Ausschlag zu einer guten Note. Bis vor einigen Jahren mussten alle Damen aus Gründen der Fairness den gleichen Anzug tragen, nun dürfen sie ihn selbst wählen. Seit das Tragen von Bikinis zugelassen wurde, entscheiden sich die meisten Teilnehmerinnen für diese zweiteilige Variante. Es gibt strenge Richtlinien zur gebotenen Züchtigkeit der Badebekleidung.
4. im Kostümwettbewerb präsentieren sich die Damen in einer Abendrobe ihrer Wahl und müssen dabei möglichst elegant über einen Catwalk schreiten.

2003 wurde außerdem ein Casual Wear-Wettbewerb auf nationaler Ebene eingeführt. Hier geht es um die möglichst vorteilhafte Präsentation von Freizeitkleidung. Dieser Zusatz erfreut sich auch zunehmend auf regionaler Ebene Beliebtheit.
Seit 1989 müssen die Konkurrentinnen auch ihre Unterstützung für ein gemeinnütziges Anliegen bekräftigen, also etwa für Obdachlosenfürsorge oder die Diabetesvorbeuge.
Die Gewinnerinnen erhalten Stipendien, die ihre Karriere auf den rechten Weg bringen sollen. Weiterhin winken Werbeverträge, Auftritte als Fotomodell und in „offizieller“ Funktion etwa bei der Eröffnung von Supermarktfilialen.

## Liste der Siegerinnen
| Jahr      | Miss America            | Herkunft                              |
| --------- | ----------------------- | ------------------------------------- |
| 1921      | Margaret Gorman         | Washington, District of Columbia      |
| 1922      | Mary Katherine Campbell | Columbus, Ohio                        |
| 1923      | Mary Katherine Campbell | Columbus, Ohio                        |
| 1924      | Ruth Malcomson          | Philadelphia, Pennsylvania            |
| 1925      | Fay Lanphier            | Oakland, Kalifornien                  |
| 1926      | Norma Smallwood         | Tulsa, Oklahoma                       |
| 1927      | Lois Delaner            | Joliet, Illinois                      |
| 1933      | Marian Bergeron         | West Haven, Connecticut               |
| 1935      | Henrietta Leaver        | Pittsburgh, Pennsylvania              |
| 1936      | Rose Coyle              | Philadelphia, Pennsylvania            |
| 1937      | Bette Cooper            | Bertrand Island, New Jersey           |
| 1938      | Marilyn Meseke          | Lima, Ohio                            |
| 1939      | Patricia Donnelly       | Detroit, Michigan                     |
| 1940      | Frances Marie Burke     | Philadelphia, Pennsylvania            |
| 1941      | Rosemary LaPlanche      | Los Angeles, Kalifornien              |
| 1942      | Jo-Carroll Dennison     | Tyler, Texas                          |
| 1943      | Jean Bartel             | Los Angeles, Kalifornien              |
| 1944      | Venus Ramey             | Washington, District of Columbia      |
| 1945      | Bess Myerson            | New York, New York                    |
| 1946      | Marilyn Buferd          | Los Angeles, Kalifornien              |
| 1947      | Barbara Walker          | Memphis, Tennessee                    |
| 1948      | BeBe Shopp              | Hopkins, Minnesota                    |
| 1949      | Jacque Mercer           | Litchfield, Arizona                   |
| 1951      | Yolande Betbeze         | Mobile, Alabama                       |
| 1952      | Coleen Kay Hutchins     | Salt Lake City, Utah                  |
| 1953      | Neva Jane Langley       | Macon, Georgia                        |
| 1954      | Evelyn Margaret Ay      | Ephrata, Pennsylvania                 |
| 1955      | Lee Meriwether          | San Francisco, Kalifornien            |
| 1956      | Sharon Ritchie          | Denver, Colorado                      |
| 1957      | Marian McKnight         | Manning, South Carolina               |
| 1958      | Marilyn Van Derbur      | Denver, Colorado                      |
| 1959      | Mary Ann Mobley         | Brandon, Mississippi                  |
| 1960      | Lynda Lee Mead          | Natchez, Mississippi                  |
| 1961      | Nancy Fleming           | Montague, Michigan                    |
| 1962      | Maria Fletcher          | Asheville, North Carolina             |
| 1963      | Jacquelyn Mayer         | Sandusky, Ohio                        |
| 1964      | Donna Axum              | El Dorado, Arkansas                   |
| 1965      | Vonda Kay Van Dyke      | Phoenix, Arizona                      |
| 1966      | Deborah Irene Bryant    | Overland Park, Kansas                 |
| 1967      | Jane Anne Jayroe        | Laverne, Oklahoma                     |
| 1968      | Debra Dene Barnes       | Moran, Kansas                         |
| 1969      | Judith Anne Ford        | Belvidere, Illinois                   |
| 1970      | Pamela Anne Eldred      | Birmingham, Michigan                  |
| 1971      | Phyllis George          | Denton, Texas                         |
| 1972      | Laurie Lea Schaefer     | Columbus, Ohio                        |
| 1973      | Terry Anne Meeuwsen     | De Pere, Wisconsin                    |
| 1974      | Rebecca Ann King        | Denver, Colorado                      |
| 1975      | Shirley Cothran         | Fort Worth, Texas                     |
| 1976      | Tawny Elaine Godin      | Yonkers, New York                     |
| 1977      | Dorothy Kathleen Benham | Edina, Minnesota                      |
| 1978      | Susan Perkins           | Columbus, Ohio                        |
| 1979      | Kylene Barker           | Galax, Virginia                       |
| 1980      | Cheryl Prewitt          | Ackerman, Mississippi                 |
| 1981      | Susan Powell            | Elk City, Oklahoma                    |
| 1982      | Elizabeth Ward          | Russellville, Arkansas                |
| 1983      | Debra Maffett           | Anaheim, Kalifornien                  |
| 1984      | Vanessa Lynn Williams   | Millwood, New York (später aberkannt) |
| 1984      | Suzette Charles         | Mays Landing, New Jersey              |
| 1985      | Sharlene Wells Hawkes   | Salt Lake City, Utah                  |
| 1986      | Susan Akin              | Meridian, Mississippi                 |
| 1987      | Kellye Cash             | Memphis, Tennessee                    |
| 1988      | Kaye Lani Rae Rafko     | Monroe, Michigan                      |
| 1989      | Gretchen Carlson        | Anoka, Minnesota                      |
| 1990      | Debbye Turner           | Mexico, Missouri                      |
| 1991      | Marjorie Vincent        | Oak Park, Illinois                    |
| 1992      | Carolyn Suzanne Sapp    | Honolulu, Hawaii                      |
| 1993      | Leanza Cornett          | Jacksonville, Florida                 |
| 1994      | Kimberly Clarice Aiken  | Columbia, South Carolina              |
| 1995      | Heather Whitestone      | Birmingham, Alabama                   |
| 1996      | Shawntel Smith          | Muldrow, Oklahoma                     |
| 1997      | Tara Dawn Holland       | Overland Park, Kansas                 |
| 1998      | Katherine Shindle       | Evanston, Illinois                    |
| 1999      | Nicole Johnson Baker    | Roanoke, Virginia                     |
| 2000      | Heather French          | Maysville, Kentucky                   |
| 2001      | Angela Perez Baraquio   | Honolulu, Hawaii                      |
| 2002      | Katie Harman            | Gresham, Oregon                       |
| 2003      | Erika Harold            | Urbana, Illinois                      |
| 2004      | Ericka Dunlap           | Orlando, Florida                      |
| 2005      | Deidre Downs            | Birmingham, Alabama                   |
| 2006      | Jennifer Berry          | Tulsa, Oklahoma                       |
| 2007      | Lauren Nelson           | Lawton, Oklahoma                      |
| 2008      | Kirsten Haglund         | Farmington Hills, Michigan            |
| 2009      | Katie Stam              | Indianapolis, Indiana                 |
| 2010      | Caressa Cameron         | Fredericksburg, Virginia              |
| 2011      | Teresa Scanlan          | Gering, Nebraska                      |
| 2012      | Laura Kaeppeler         | Kenosha, Wisconsin                    |
| 2013      | Mallory Hagan           | New York                              |
| 2014      | Nina Davuluri           | New York                              |
| 2015      | Kira Kazantsev          | New York                              |
| 2016      | Betty Cantrell          | Warner Robins, Georgia                |
| 2017      | Savvy Shields           | Fayetteville, Arkansas                |
| 2018      | Cara Mund               | Bismarck, North Dakota                |
| 2019      | Nia Franklin            | New York                              |
| 2020–2021 | Camille Schrier         | Richmond, Virginia                    |
| 2022      | Emma Broyles            | Anchorage, Alaska                     |
| 2023      | Grace Stanke            | Wausau, Wisconsin                     |
| 2024      | Madison Marsh           | Colorado Springs, Colorado            |

### Gesellschaftliches Engagement der Kandidatinnen
Allyn Rose, Miss-Anwärterin des Jahres 2013, sorgte im Vorfeld des Wettbewerbs für Kontroversen, da sie ankündigte, sich nach der Miss-Wahl einer beidseitigen brustentfernenden Operation (Mastektomie) zu unterziehen. Rose, bereits Miss Maryland 2011 und Miss DC 2012, erklärte, sie sei erblich belastet und habe ihre Mutter, ihre Großmutter und ihre Tante an den Brustkrebs verloren.
Die Gewinnerin des 2013-Contests, Mallory Hytes Hagan (Miss New York 2012), sprach sich unter dem Eindruck des Massakers im US-Bundesstaat Connecticut, bei dem an einer Grundschule 20 Kinder und sechs Erwachsene getötet wurden, gegen Waffen aus. „Gewalt sollte nicht mit Gewalt bekämpft werden“, antwortete die 23-jährige Hagan auf die Frage der Jury nach dem Nutzen bewaffneter Security an Schulen.

## Liste der Gewinnerstaaten und Häufigkeit
- Kalifornien, Oklahoma und Ohio mit jeweils 6 Siegen.
- Pennsylvania, Illinois und Michigan mit jeweils 5 Siegen.
- Mississippi und New York mit 4 Siegen.
- Texas, Minnesota, Alabama, Colorado und Kansas mit jeweils 3 Siegen.
- Florida, Hawaii, Virginia, Arkansas, South Carolina, Utah, Arizona, Tennessee, New Jersey und Washington D.C. mit jeweils 2 Siegen.
- Connecticut, Georgia, Indiana, Kentucky, Missouri, Nebraska, North Carolina, North Dakota, Oregon und Wisconsin mit jeweils 1 Sieg.

Die restlichen 18 Staaten der USA konnten bisher noch keinen Sieg erringen.